# Casa Museo Marina Núñez del Prado
El Museo Marina Núñez del Prado es una casa museo de arte situado en el distrito de San Isidro, en la ciudad de Lima, capital del Perú. Es gestionado por la Fundación Núñez del Prado para albergar el legado artístico de la escultora boliviana Marina Núñez Del Prado y el material bibliográfico del escritor Jorge Falcón, su esposo. Abrió sus puertas en la década de 1980. El edificio que alberga el museo fue catalogado como Monumento Cultural Nacional.

## Ubicación
El Museo se encuentra en un edificio neocolonial que fue catalogado Monumento Cultural Nacional con la resolución N.º 1046/INC del 13 de septiembre de 2000 y se ubica en el centro del Bosque de El Olivar, en la calle Calle Aspíllaga 300 en el distrito limeño de San Isidro.
La casa fue la residencia de la escultora boliviana Marina Núñez Del Prado desde que la adquirió en 1973, para establecer en ella su estudio de arte.

## Superficie y edificio
El museo se compone de dos niveles siendo el primero de adobe y el segundo de quincha brava. En la primera planta hay un pequeño patio central con una fuente de hierro fundido del siglo XIX fabricada en Reino Unido, procedente de demoliciones Su fachada es colorida y en el lado derecho, reproduce, en menor escala, la fachada del conocido Palacio del Almirante de la ciudad de Cuzco realizada en la Escuela de Artes y Oficios de Lima. Los escudos de la fachada original sin embargo, fueron cambiados en la copia realizada para la casa museo, donde se pusieron el de Castilla y el de Lima. Los cerramientos de los vanos son en su mayoría de estilo colonial y fueron obtenidas por el arquitecto de demoliciones de casas señoriales de Lima. Por deseo de la escultora se conservaron los jardines originales.
El edificio está cerrado en su perímetro por una reja realizadas durante el mandato del alcalde Humberto Schenone. El taller de la escultora, situado en el segundo nivel, ha sido considerado como el corazón de la casa y la intervención del edificio giró en torno a él.

## Historia
El Museo Marina Núñez del Prado está regido por la Fundación Núñez del Prado de Falcón, una organización creada en 1984 por la escultora y su esposo Jorge Falcón, con el fin de preservar la obra de ambos. Tras el fallecimiento de la escultora en 1995 el conjunto de su obra pasó a ser gestionado por la fundación que lleva su nombre. El museo es privado y alberga parte del legado de Mamerto Sánchez, ceramista del cual la escultora coleccionaba obras.
En los años 1970 Marina Núñez del Prado estableció su residencia y estudio de arte en la que más tarde fue su Casa Museo. Este edificio de estilo neocolonial fue concebido en 1926 por el ingeniero Luis Alayza y Paz Soldán y construido por Enrique Rodrigo, siendo uno de los primeros edificios de la zona.  Fue declarado monumento histórico en 2000. El 9 de enero de 2008 la fundación firmó un comodato con la Municipalidad de San Isidro para la protección del legado artístico, la casa convertida en museo y el fondo documental de Falcón. Alberga más de mil obras de arte –inventario realizado entre 2009 y 2010–, en su mayoría realizadas por del Prado. Constituye por tanto el mayor repositorio de su obra, incluye esculturas, dibujos y bocetos de las esculturas, siendo la mayor colección existente de su producción. Alberga además las colecciones de plata boliviana, arte colonial, pintura contemporánea y artesanía.
Parte de la obra escultórica de la artista se encuentran en un jardín de esculturas que se vio afectado por las modificaciones urbanas del entorno.